# Ахмадабадская фондовая биржа
Ахмадабадская фондовая биржа — вторая старейшая фондовая биржа в Индии, располагающаяся в Ахмадабаде. Биржа была основана в 1894 году. На бирже имеют листинг акции примерно 2000 национальных компаний Индии.

## Свастика
В качестве логотипа биржи был принят символ свастики, являющийся очень благоприятным в индуизме и обозначающий богатство и процветание.